# Elka Seilbahn

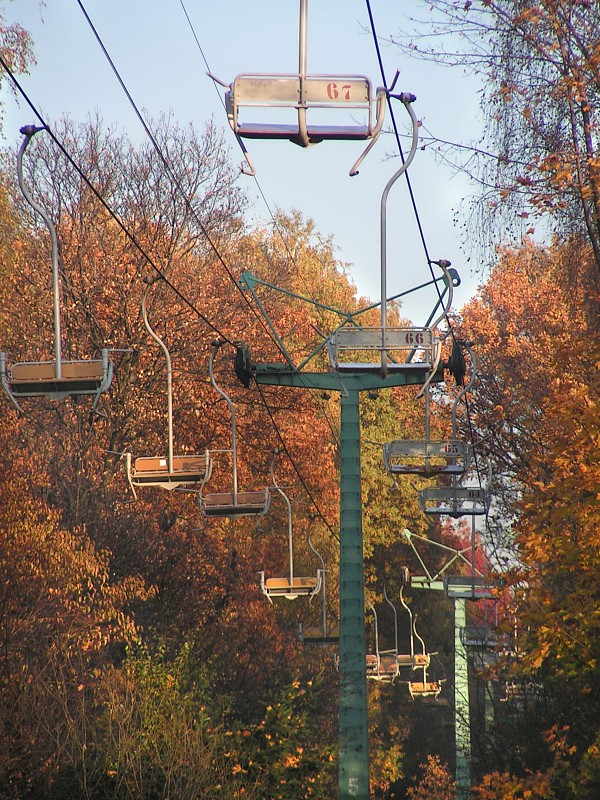
Elka, Strecke Schlesisches Planetarium – Schlesisches Stadion

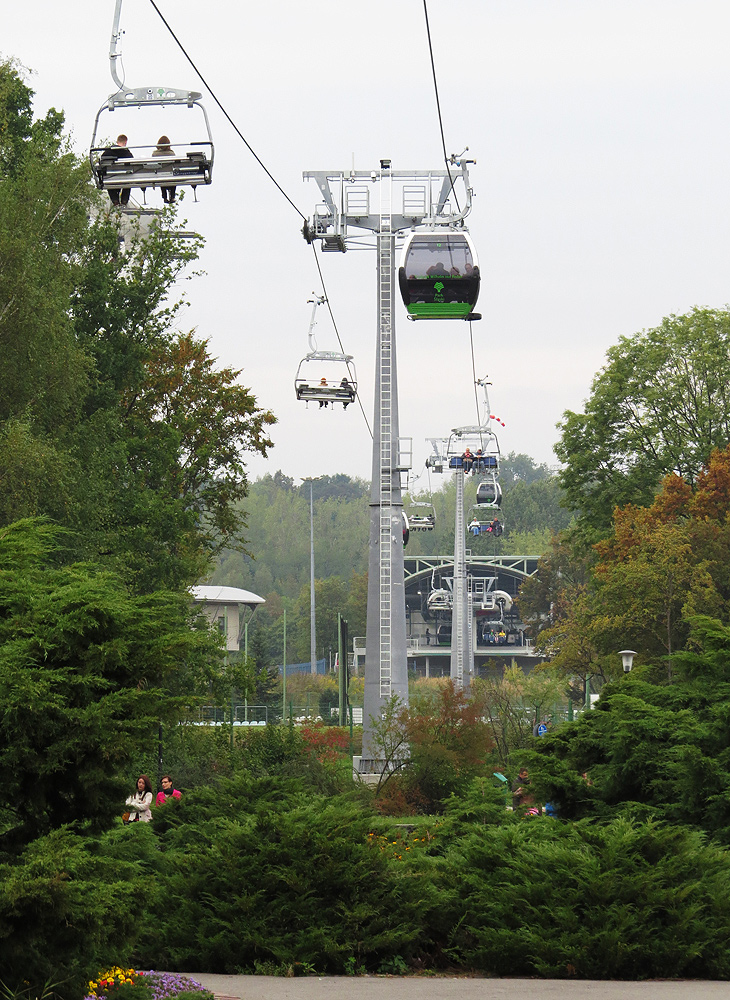
Seilbahn 2013 mit Sesseln und Gondeln

Die Elka Seilbahn polnisch Kolej linowa Elka war und ist die längste Flachlandseilbahn Europas. Sie wurde am 7. September 1967 im Schlesischen Kultur- und Erholungspark (Polen) in Betrieb genommen. Die fast sechs Kilometer lange Strecke formte ein Dreieck zwischen dem Schlesischen Stadion, dem Schlesischen Vergnügungspark und dem Schlesischen Planetarium. Sie war in dieser Form als Rundkurs bis zum Oktober 2006 in Betrieb.

## Geschichte
Der Bau der Seilbahn dauerte zwei Jahre. Sie wurde vom Krakowskie Biuro Projektów Budownictwa Przemysłowego konstruiert und gebaut. Am 7. September 1967 wurde sie feierlich eröffnet. Die Einweihung dieser neuen Attraktion zog zahlreiche Bewohner aus dem Umland an. An der Eröffnung nahmen unter anderem der Politiker Edward Gierek, der General Jerzy Ziętek und Julian Koba teil. Der Name Elka ist aus den Anfangsbuchstaben der Elektryczne Linowe Koleje + a zusammengesetzt.
Bereits im ersten Jahr wurde die Zahl der mit der Seilbahn transportierten Menschen auf 135000 geschätzt. Die Seilbahn wurde über viele Jahre von Jerzy Stanisław Sadowski (* 1944) betrieben. Die Seilbahn bestand aus getrennten Abschnitten, die zu einem Dreieck verbunden waren. An den Eckpunkten befanden sich die drei Hauptstationen. Die Hauptantriebsstation für alle drei Bahnen befand sich bei der Station am Stadion. Die Seilbahn wurde nur in der Sommersaison betrieben. Die Saison ging vom letzten Aprilwochenende bis Mitte Oktober. Die Seilbahn war in einer Episode der Fernsehserie Daleko od szosy zu sehen, in der sich die Protagonisten auf einer Fahrt trafen. 2007 wurde entschieden, die Seilbahn abzubauen und den Betrieb einzustellen.

## Gegenwart
Im Jahr 2011 wurde beschlossen, mit Mitteln der Europäischen Union eine neue Seilbahntrasse zu bauen. Die Wiedereröffnung fand am 8. September 2013 statt. Sie wurde zusätzlich mit Gondeln ausgestattet, um so einen ganzjährigen Betrieb zu gewährleisten und führt vom Stadion zum Vergnügungspark Śląskie Wesołe Miasteczko. Der erste Abschnitt von Wesołe Miasteczko - Stadion Śląski ist sie 2.183,52 m lang; die Stützen sind höher als zuvor und reichen von 17 bis 21 Metern. Die Betriebsgeschwindigkeit beträgt 3 bis 4 m/s, die Fahrt dauert auf der derzeitigen Strecke weniger als 9 Minuten.
Am 30. Dezember 2020 wurde ein Vertrag über ein Projekt zum Bau einer zweiten Linie auf der Strecke Śląskie Wesołe Miasteczko - Planetarium Śląskie unterzeichnet. Die Strecke wird 1.800 Meter lang sein und von mindestens 30 Sesselbahnen und 15 Gondeln bedient werden.
Eine der Entwurfsanforderungen ist eine solche Konstruktion der Endstation, dass in Zukunft eine dritte Linie auf der Strecke Schlesisches Planetarium - Schlesisches Stadion betrieben werden kann. Dadurch würde die frühere dreieckige Anordnung der Linien wiederhergestellt.
| Station         | Lage                         |
| --------------- | ---------------------------- |
| Stadion         | 50° 17′ 24″ N, 18° 58′ 29″ O |
| Planetarium     | 50° 17′ 29″ N, 18° 59′ 49″ O |
| Vergnügungspark | 50° 16′ 32″ N, 18° 59′ 48″ O |